# Hymnenrolle
Die Hymnenrolle (meist bezeichnet mit dem neuhebräischen Namen הודיות Hodayot „Loblieder“, Siglum 1QHa) gehört zu den Schriftrollen vom Toten Meer. Im englischsprachigen Raum ist die Bezeichnung Thanksgiving Scroll üblich.

## Rekonstruktion des Textes
Nachdem die ursprüngliche Edition von Eleazar Sukenik (Jerusalem 1965) fehlerhaft war, kamen Hartmut Stegemann und Émile Puech unabhängig voneinander durch Anwendung der Rekonstruktionsmethode, die Stegemann entwickelt hatte, zu der jetzigen Textanordnung, die auch der maßgeblichen Textedition von Eileen Schuller (DJD XL) zugrunde liegt.
Es handelt sich um eine ursprünglich etwa 4,5 m lange Schriftrolle (sieben Bögen zu je vier Kolumnen). Während Anfang und Ende der Rolle kaum rekonstruierbar sind, ist der Text der Kolumnen 4 bis 26 zu etwa 75 % bekannt.

## Inhalt
Inhaltlich ist die Hymnenrolle eine Anthologie von etwa 30 poetischen Texten, in denen Gott gelobt wird als Retter aus der Not und Offenbarer von Geheimnissen. Üblicherweise unterscheidet man „Lehrerlieder“ (Kolumnen X–XIX), die von „Gemeindeliedern“ gerahmt sind (Kolumnen I–VIII und XX–XXVI). Das Ich der Lehrerlieder wurde oft mit dem Lehrer der Gerechtigkeit identifiziert. Dagegen spricht, dass Glaubensaussagen in der ersten Person Singular Psalmenstil sind und so ähnlich auch in den biblischen Psalmen vorkommen. Dafür spricht, dass es unter diesen Texten eine „Selbstglorifizierungshymne“ gibt, die ein außerordentliches Selbstbewusstsein des Beters voraussetzt.

## Verhältnis zu anderen Qumran-Texten
Es gibt Fragmente weiterer Hymnenanthologien aus Höhle 1 (1QHb) und Höhle 4 (4Q427–4Q432), mit Textparallelen, die aber einen anderen Aufbau und Inhalt der Texte aufweisen, bzw. deren Verhältnis zu Hodayot wegen des verlorenen Anfangs- und Schlussteils nicht mehr nachvollziehbar ist. Außerdem gibt es geringe Reste von vier Rollen mit Hymnenanthologien ohne Textparallelen zu Hodayot (sogenannte Hodayot-like Text A–D).
Die Anordnung der einzelnen Hymnen war also zur Abfassungszeit der Rollen in Bewegung („fluide Komposition“). Wahrscheinlich wurden ursprünglich kürzere Kompositionen zu dem Langtext von Hodayot zusammengestellt, der auch hinsichtlich der Ausführung eine besonders aufwändig gestaltete Schriftrolle, eine „de-luxe-Edition“, darstellt.

## Textedition
Hartmut Stegemann, Eileen M. Schuller: 1QHodayot a: with incorporation of 1QHodayot b and 4QHodayot a - f. (=DJD, Band 40). Clarendon, Oxford 2009.